# Hideaki Mori
Hideaki Mori (森 秀昭, Mori Hideaki) est un footballeur japonais né le 16 octobre 1972.